# Pteropus speciosus
Pteropus speciosus är en däggdjursart som beskrevs av K. Andersen 1908. Pteropus speciosus ingår i släktet Pteropus och familjen flyghundar. IUCN kategoriserar arten globalt som otillräckligt studerad. Inga underarter finns listade. Den taxonomiska avgränsningen från Pteropus griseus är inte helt utredd.
Arten ligger i storleken mellan Pteropus hypomelanus (som är större) och Pteropus pumilus. Ovansidan är täckt av mörkbrun till svart päls med flera gråa hår inblandade. Några individer har många gråa hår och därför ser deras päls grå ut. Även flygmembranen är mörkbrun till svart. Kännetecknande är en gulaktig man kring djurets nacke och axlarna.
Denna flyghund förekommer på södra Filippinerna. En avskild population hittas på mindre öar söder om Borneo. Arten vistas i låglandet och i låga bergstrakter upp till 800 meter över havet. Individer observerades vilande i kokospalmer. Vid viloplatsen skapas kolonier som kan vara ganska stora.